# Нове Ворово
Нове Ворово (пол. Nowe Worowo) — село в Польщі, у гміні Островіце Дравського повіту Західнопоморського воєводства.
Населення — 831 особа (2011).
У 1975-1998 роках село належало до Кошалінського воєводства.

## Демографія
Демографічна структура станом на 31 березня 2011 року:
|          | Загалом | Допрацездатний вік | Працездатний вік | Постпрацездатний вік |
| -------- | ------- | ------------------ | ---------------- | -------------------- |
| Чоловіки | 422     | 100                | 294              | 28                   |
| Жінки    | 409     | 106                | 240              | 63                   |
| Разом    | 831     | 206                | 534              | 91                   |